# Marketingový mix služeb

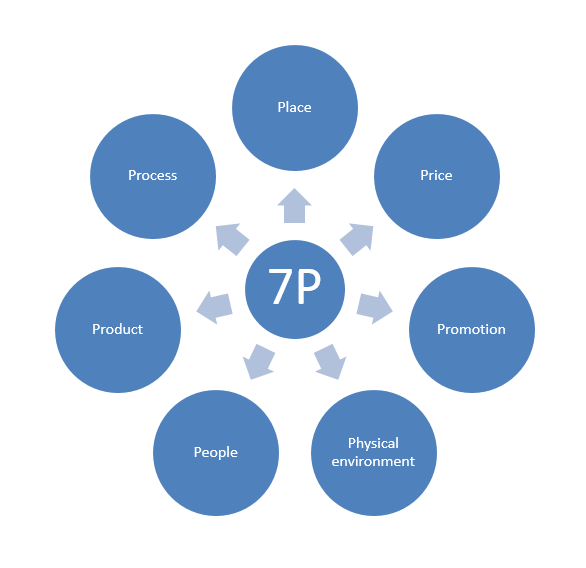
Marketingový mix služeb 7P

Marketingový mix 4P se pro oblast služeb jevil jako nedostatečný, a bylo nutné jej dále rozšířit. První 4P jsou identická s klasickým marketingovým mixem. Tvoří jej tedy Výrobek (Product), Cena (Price), Propagace (Promotion) a Distribuce (Placement).
K tradičnímu marketingovému mixu bylo nutno připojit další 3P:
- Lidé (People) – usnadňují vzájemnou interakci mezi poskytovatelem služeb a zákazníkem.
- Procesy (Process) – podrobnější zaměření na to, jak je služba poskytována.
- Materiální prostředí (Physical environment) – pomáhá zhmotnění služby.[2]

## Rozšiřující prvky pro marketingový mix služeb

### Lidé
Míněni jsou všichni lidé, kteří hrají určitou roli v procesu poskytování služeb a tím ovlivňují vnímání kupujícího.
- Zaměstnanci – u služeb založených na osobních vztazích hrají zaměstnanci velmi významnou roli. Jedná se hlavně o skupinu služeb, mezi které se řadí poradenství. V závislosti na těchto faktorech je nutné najmout zaměstnance s potřebnými dovednostmi pro poskytování služeb. Samotný zaměstnavatel musí svým zaměstnancům zajistit profesní rozvoj a vhodné technologické zázemí.
- Zákazníci – ve službách se často zákazníci aktivně podílejí na celém procesu, tím je ovlivňována kvalita poskytované služby. Zákazník může hrát jednu ze tří hlavních rolí: zákazník jako produktivní zdroj, zákazník přispívající ke kvalitě a spokojenosti, zákazník jako konkurent.

### Procesy
Na procesy lze nahlížet ze dvou hledisek – rozmanitosti a komplexnosti. Charakter procesů lze měnit následujícími způsoby:
- Snížení rozmanitosti (vyšší standardizace).
- Zvýšení rozmanitosti (přizpůsobení služby individuálním požadavkům zákazníků).
- Snížení komplexnosti (vede ke specializaci).
- Zvýšení komplexnosti (rozšíření nabídky a univerzálnost).

Spojení mezi zákazníkem a poskytovatelem služby během procesu, je důvodem k detailnějšímu zaměření se na to, jakým způsobem je služba poskytována.

### Materiální prostředí
Zahrnují prostředí, kde je služba poskytována a kde se poskytovatel služby a zákazník dostávají do vzájemné interakce, také hmotné věci, které umožňují poskytnutí služby.
- Prostor pro služby (venkovní a vnitřní) – vnímání prostředí hraje významnou roli ve vnímání kvality poskytované služby.
- Ostatní fyzické atributy (oblečení zaměstnanců, vzhled webových stránek, vizitky, kancelářské potřeby, brožury).

Prostředí slouží jako obal služby a pomáhá budovat image služby. Důležité je, že odlišuje firmu od konkurence.